# Powódź w Słowenii (2023)
Powódź w Słowenii w 2023 roku – powódź, która nawiedziła Słowenię w sierpniu 2023 roku, po długotrwałej ulewie.
Powódź nawiedziła w dużej części Słowenię oraz sąsiadujące obszary Austrii i Chorwacji. Najcięższa sytuacja miała miejsce u podnóża Alp Julijskich, gdzie spadło od 150 do 200 litrów na metr kwadratowy.
Skutkami powodzi dotknięte zostało dwie trzecie terytorium Słowenii, a największe zniszczenia wystąpiły w infrastrukturze drogowej, energetycznej i mieszkaniowej. Według rządowych szacunków 85% terenu Słowenii odczuło skutki żywiołu.
Według przybliżonych szacunków szkody przekraczają 500 milionów euro. Słoweński rząd dokonał przesunięć w budżecie państwa, dzięki którym będzie można przeznaczyć ponad pół miliarda euro na niwelowanie skutków powodzi. Według ministra finansów, nie ma potrzeby dalszego zadłużania państwa. Z Funduszu Solidarności Unii Europejskiej zostanie wypłaconych 400 milionów euro dla Słowenii, z tego sto już w 2023 roku.

## Galeria
- Ilość opadów i miejsca, w których nakazano ewakuację ludzi w okresie od 1 do 6 sierpnia

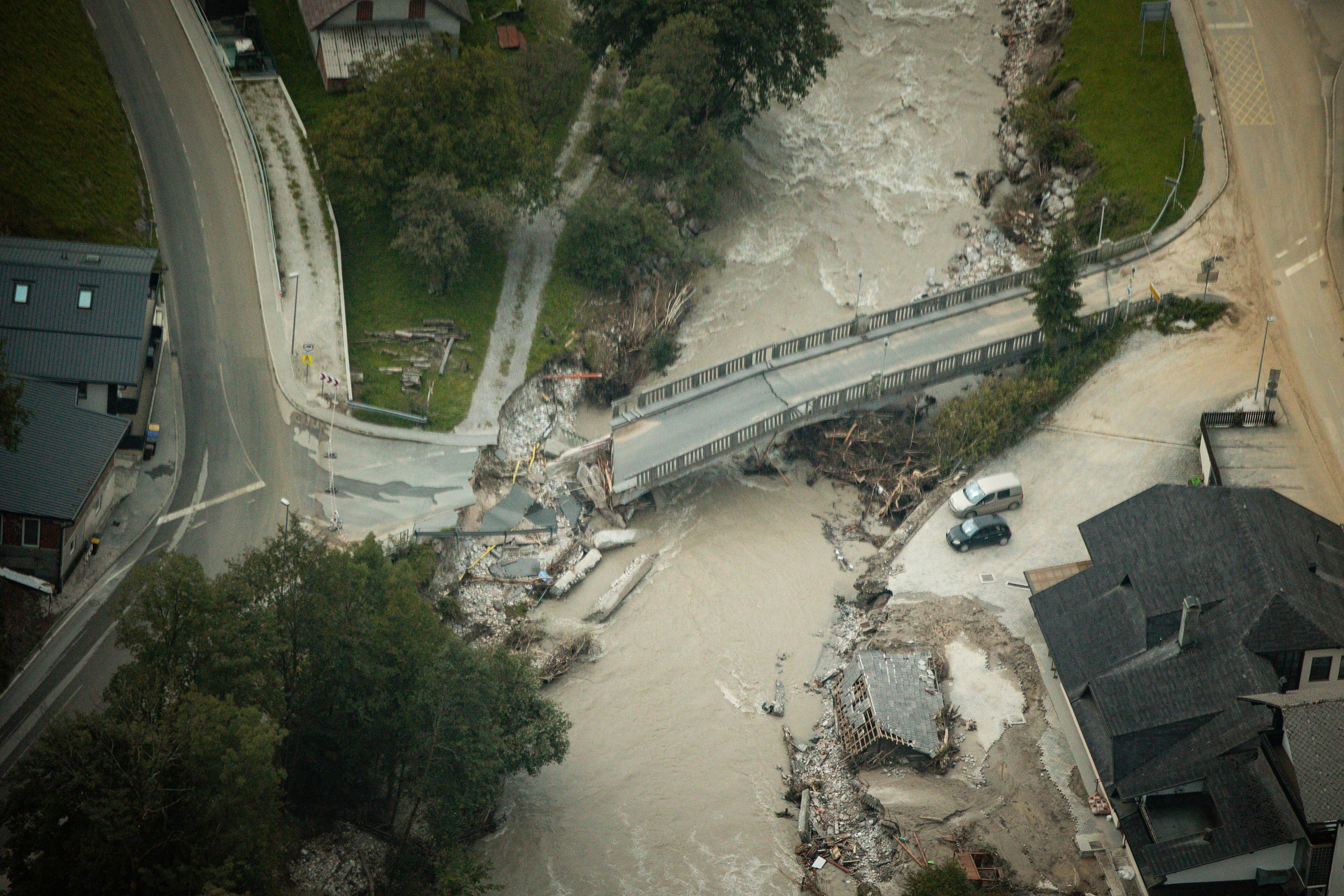
Zniszczony most w Stahovica
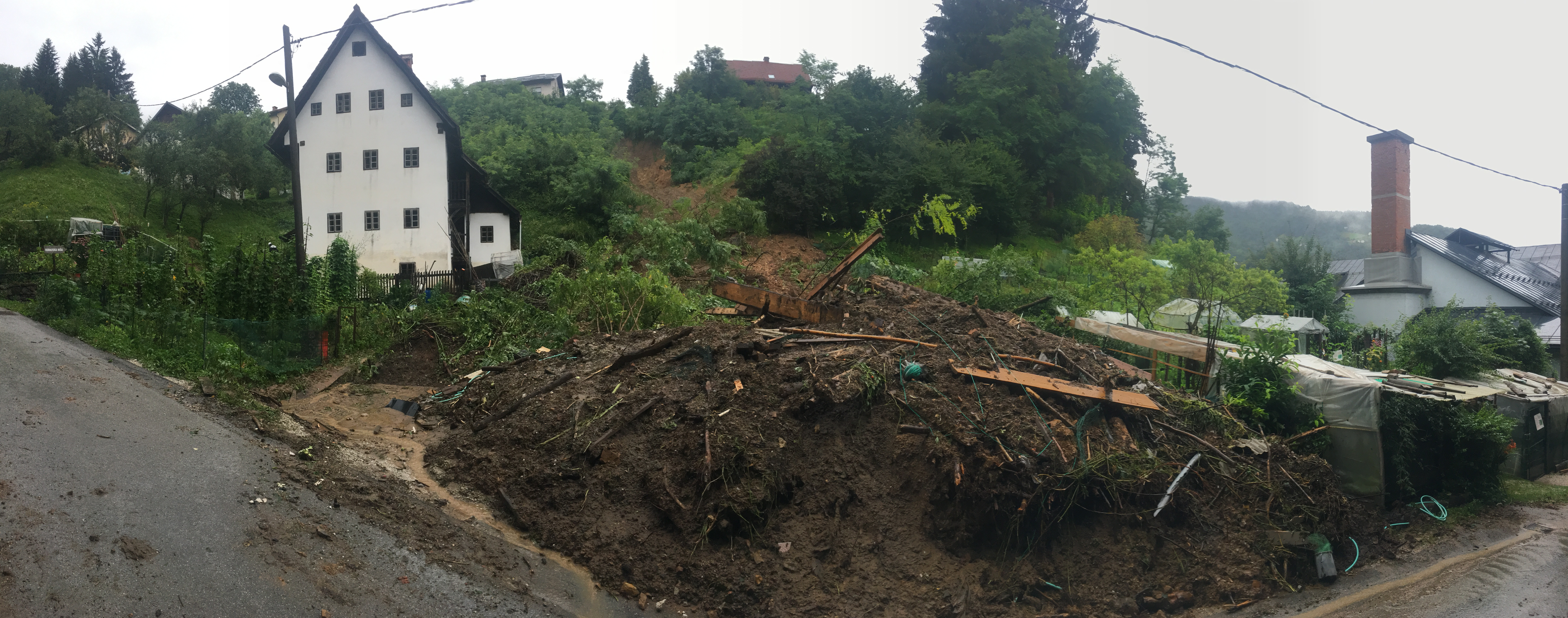
Osuwisko w Idrija
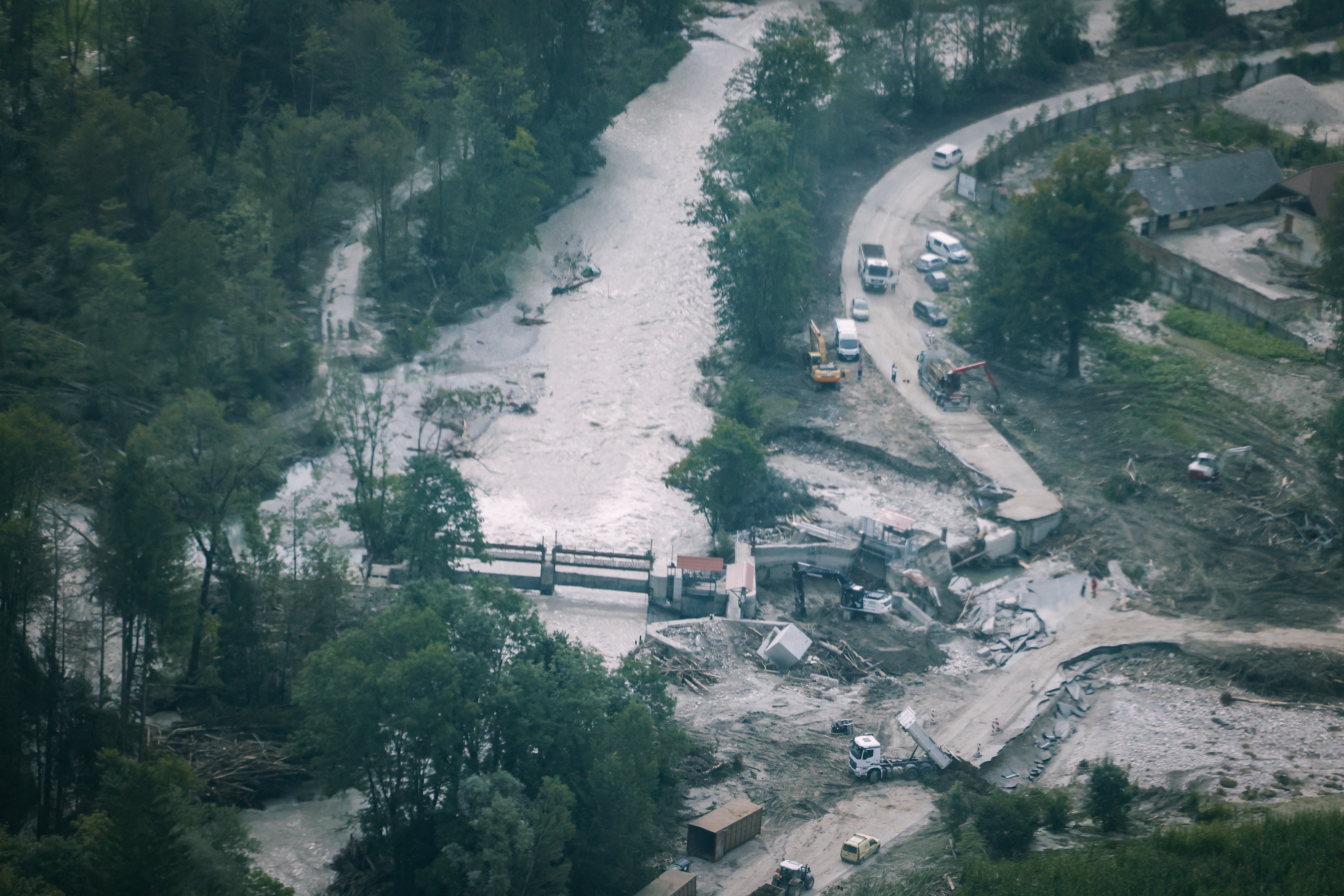
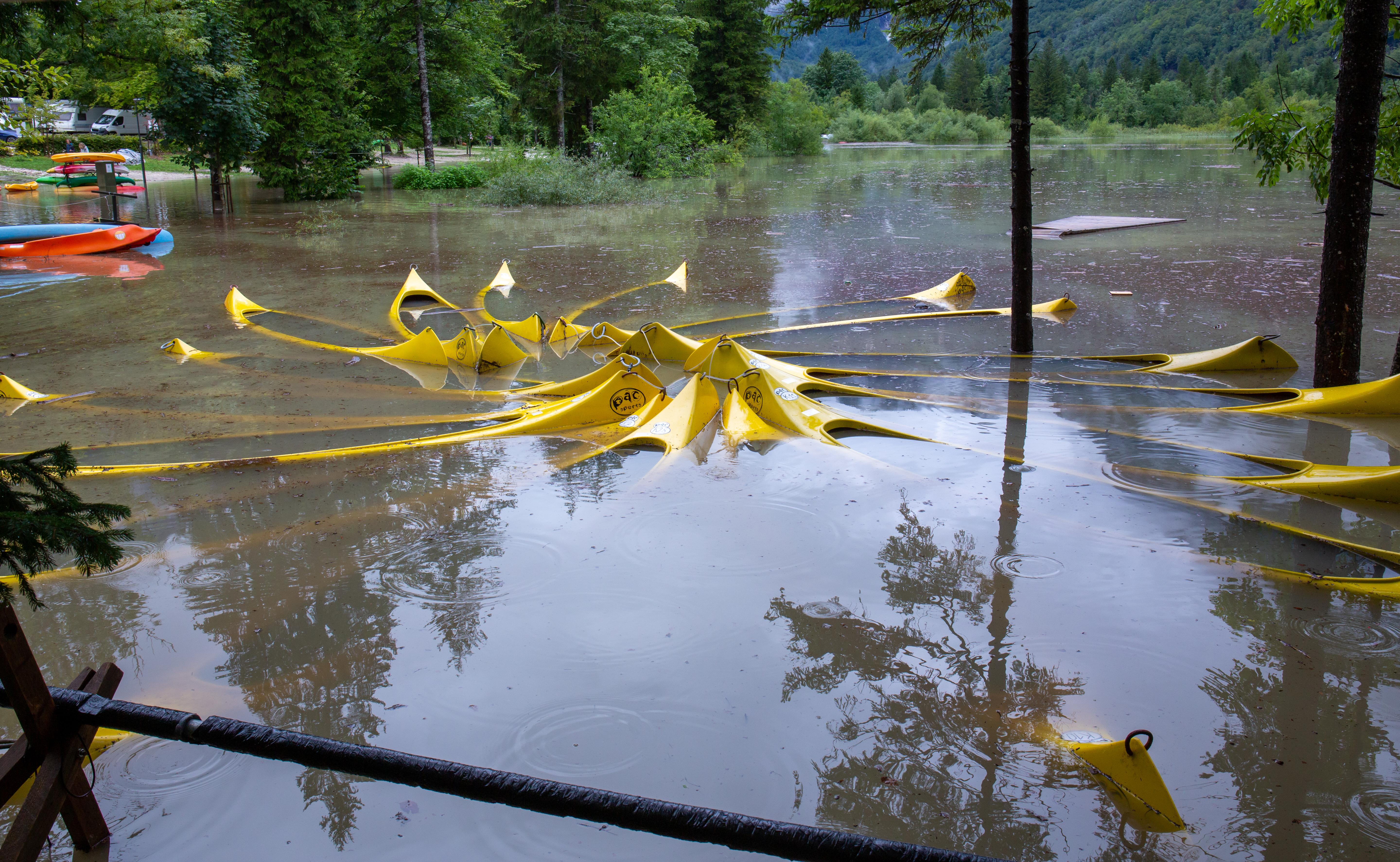
Zalany obóz w Ukanc
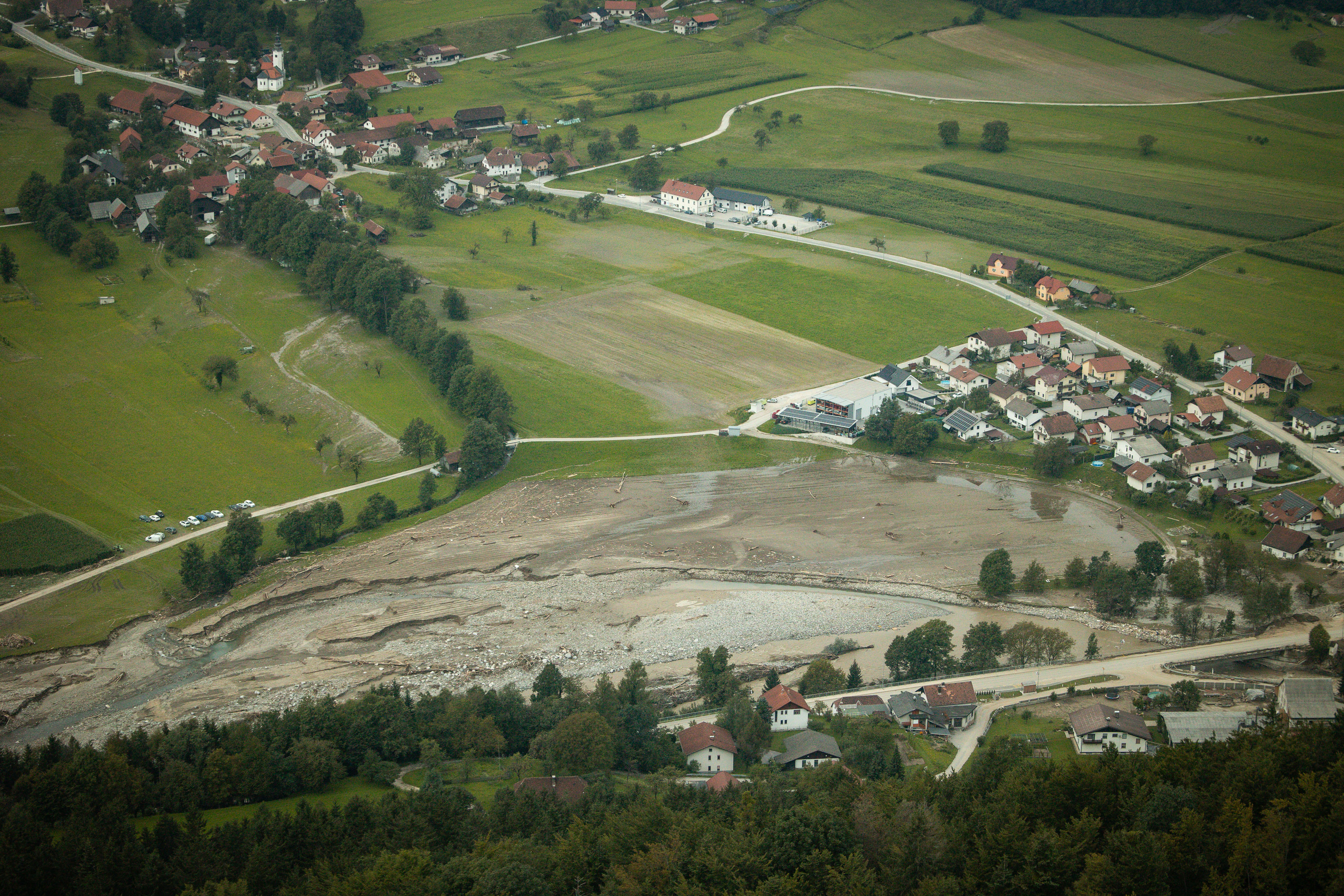
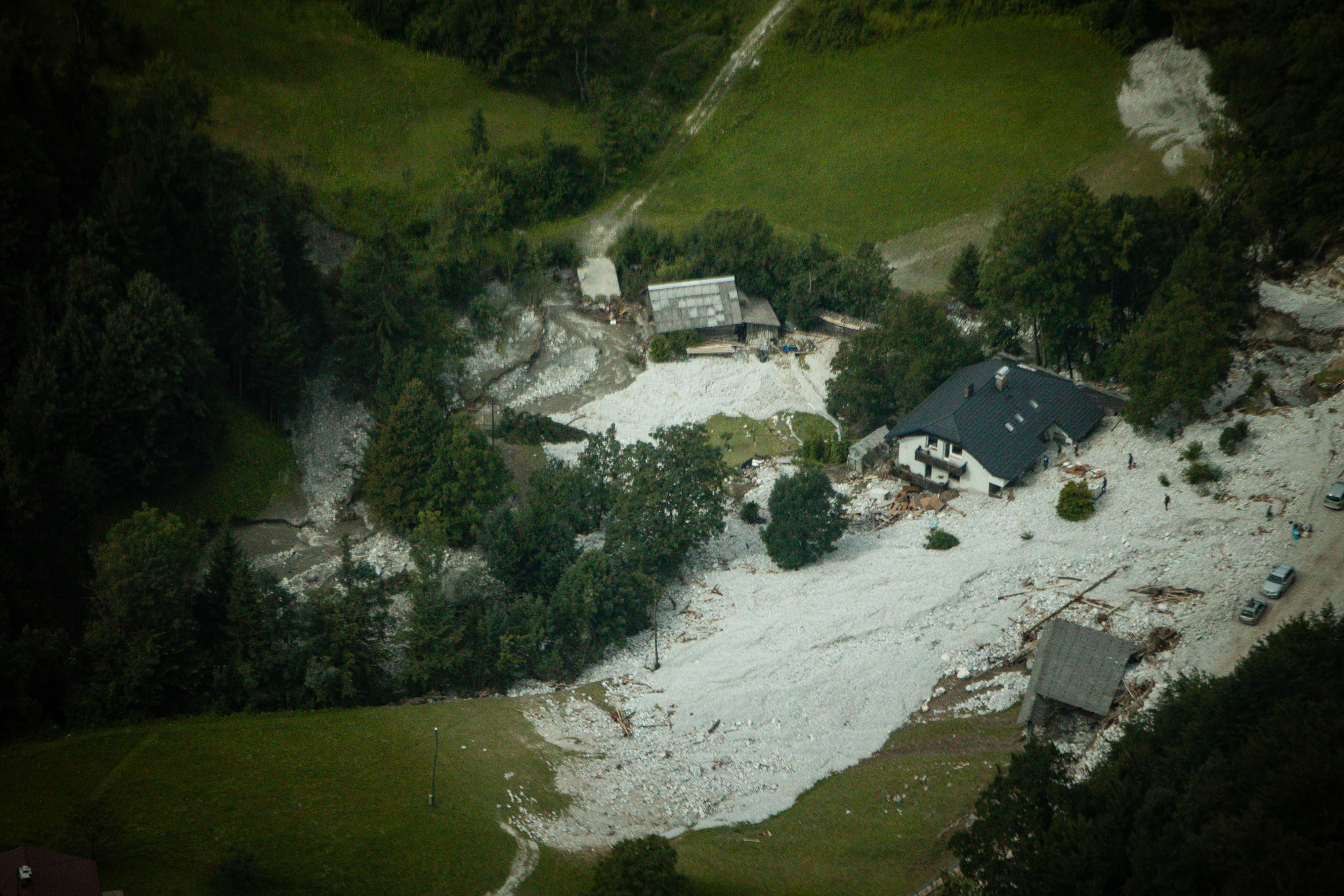